# Beaghmore

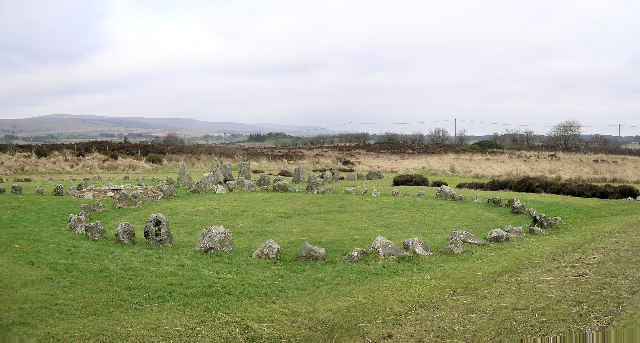
Krąg kamienny w Beaghmore

Beaghmore (irl. An Bheathaidh Mhór) – stanowisko archeologiczne położone na północny zachód od Cookstown w hrabstwie Tyrone w Irlandii Północnej. Znajdują się na nim pochodzące z epoki brązu kamienne konstrukcje o nieznanym przeznaczeniu, przypuszczalnie będące rodzajem kalendarza astronomicznego.
Położone u podnóża gór Sperrin stanowisko zostało odkryte przypadkowo w latach 30. XX wieku podczas kopania torfu. Badania archeologiczne przeprowadzono w latach 1945-1949 i 1965. Na obszarze Beaghmore znajduje się łącznie siedem kręgów kamiennych, dziewięć rzędów menhirów, a także pojedyncze karny (nasypy kamienne) i kurhany ziemne. Najstarsze ślady palinologiczne datowane są na ok. 3800 p.n.e. i związane przypuszczalnie z wcześniejszą aktywnością rolniczą. Same konstrukcje kamienne powstały między 1500 a 800 p.n.e.
Kręgi kamienne na terenie Beaghmore występują parami, w towarzystwie kurhanów i ścieżek ułożonych z menhirów. Pierwsze dwa kręgi, oznaczone jako A i B, znajdują się w północno-wschodniej części kompleksu. Pomiędzy nimi znajduje się nasyp kamienny, do którego prowadzą cztery ścieżki ułożone z kamieni. Na południowy zachód od nich znajdują się dwa analogiczne kręgi (C i D) z kopcem o średnicy 3 metrów oraz jedną długą i dwoma krótszymi ścieżkami kamiennymi. Swoją konstrukcją wyróżnia się wielki krąg kamienny E, posiadający wewnątrz szereg mniejszych koncentrycznych kręgów utworzonych w sumie z ponad 800 kamieni. Kamienny nasyp, do którego prowadzą dwie ścieżki, wbudowano w południowo-wschodnią ścianę kręgu. Mniejszy krąg znajduje się na południowy zachód. Cały kompleks domykają od południa dwa kręgi (F i G), do których prowadzi jedna ścieżka kamienna. Pomiędzy nimi znajduje się usypany z ziemi kurhan.